# Sky Quartet
Sky Quartet est un quatuor à cordes de la compositrice américaine Jennifer Higdon composé en 1997.

## Contexte et création
Jennifer Higdon compose son quatuor à cordes en 1997 mais elle le révise en 2000. L'œuvre s'inspire de la beauté et de l'immensité du ciel dans l'ouest des États-Unis, due à la résidence du commanditaire, le Da Vinci Quartet, alors en résidence dans le Colorado. L'œuvre a été commandée par Frances Hettinger.

## Structure
L'œuvre se compose de quatre mouvements :
1. Sky Rising
2. Blue Sky
3. Fury
4. Immense Sky